# Siphonorhis americana
El chotacabras jamaicano (Siphonorhis americana) es una especie posiblemente extinta de ave caprimulgiforme de la familia Caprimulgidae endémica de Jamaica. Se considera posiblemente  extinto por la combinación los depredadores introducidos y la destrucción del hábitat.  Su hábitat natural son los bosques de Jamaica y las zonas de matorral seco.